# Orophea siamensis
Orophea siamensis är en kirimojaväxtart som beskrevs av William Grant Craib. Orophea siamensis ingår i släktet Orophea och familjen kirimojaväxter. Inga underarter finns listade i Catalogue of Life.